# Меланхтон Вільямс Якобус
Вільямс Якобус Меланхтон-молодший (15 грудня 1855-1937) — американський пресвітеріанський священик, теолог та педагог.
Народився в місті Аллегейні, штат Пенсільванія, в родині пастора Вільямса Якобус Меланхтона-старшого.
В 1877 році закінчив богословський факультет Принстонського університету.
В 1881 році закінчив Принстонську семінарію, з 1881 по 1884 року вивчав богослов'я в університетах Берліна та Геттінгену.
Отримав ступінь доктора богослов'я в Коледжі Лафайєта в 1892 році і в Єльському університеті в 1910 році.
Згодом викладав в Хартфордській семінарії, Принстонській семінарії (в 1897-1898 роках) і коледжі Маунт-Холіок, а також займав різні релігійні посади — був, зокрема, пастором в Оксфорді, штат Пенсільванія, в 1884-1891 роках.
Автор ряду богословських праць, найвідомішою з яких є робота A Problem in New Testament Criticism, яка видана в 1900 році на основі лекцій, прочитаних ним у Принстонський семінарії. Був одним з редакторів Спільного Біблійного словника (1909), автором статей з богослов'я для ряду енциклопедій.